# Kókuszpinty
A kókuszpinty (Pinaroloxias inornata) a madarak osztályának a verébalakúak (Passeriformes) rendjéhez, ezen belül a  tangarafélék (Thraupidae) családjához tartozó Pinaroloxias nem egyetlen faja.

## Rendszerezése
A fajt John Gould angol ornitológus írta le 1885-ben, a Cactornis nembe Cactornis inornatus néven.

## Előfordulása
Az egyetlen Darwin–pintyfaj, amely nem a Galápagos-szigeteken, hanem a Costa Ricához tartozó Kókusz-szigeten honos. A természetes élőhelye szubtrópusi és trópusi síkvidéki és hegyi erdők és cserjések. Állandó, nem vonuló faj.

## Megjelenése
Testhossza 12 centiméter, testtömege 13-16 gramm.

## Életmódja
Lágy gyümölcsökkel, a nektárral, ízeltlábúakkal és a fűmagvakkal táplálkozik.

## Természetvédelmi helyzete
Az elterjedési területe egyetlen kisebb szigetre korlátozódik, egyedszáma tizenötezer alatti, viszont stabil. A Természetvédelmi Világszövetség Vörös listáján sebezhető fajként szerepel.